# 慢性リンパ性白血病

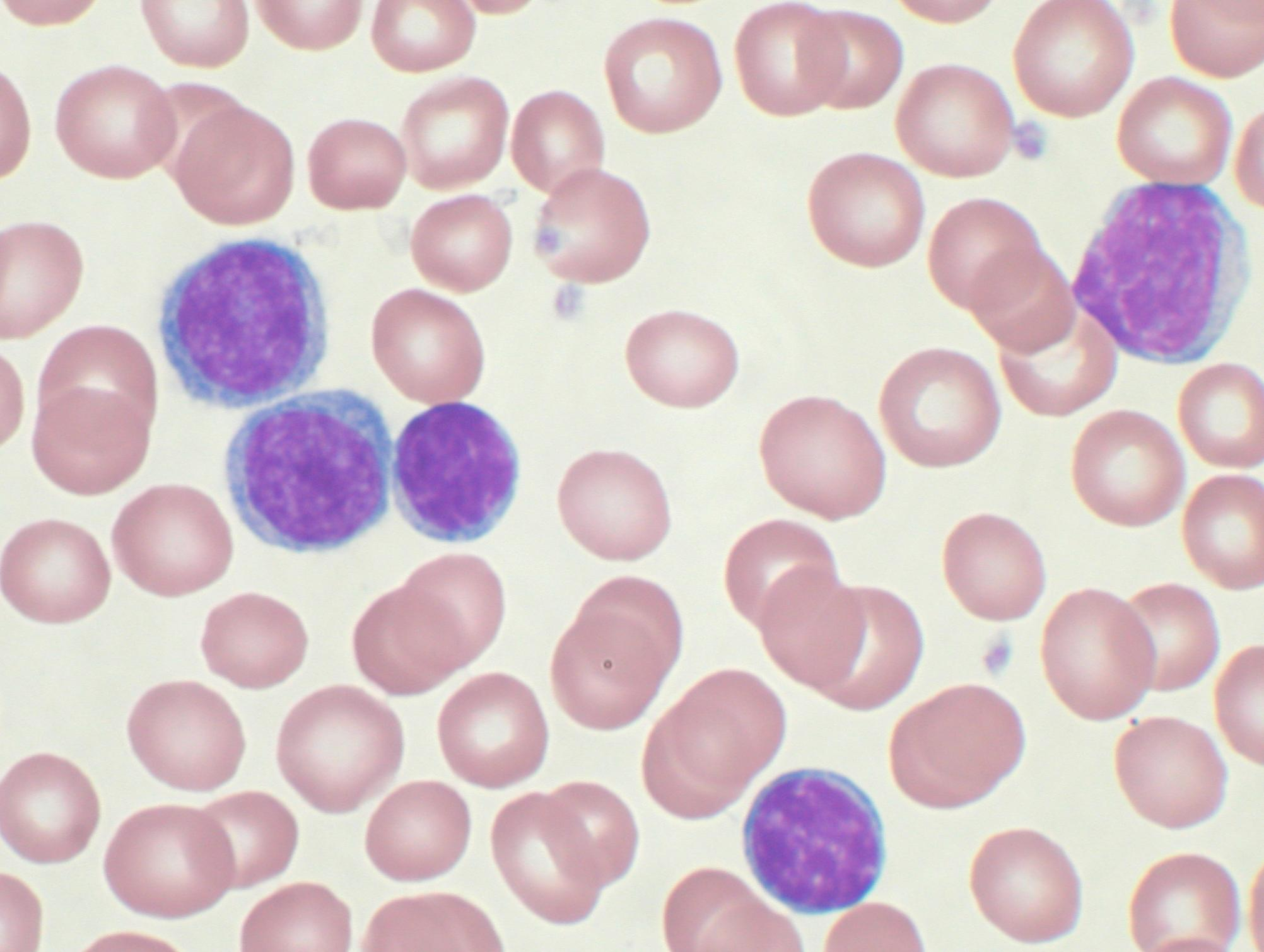
慢性リンパ性白血病細胞。赤血球の大きさと比較すると慢性リンパ性白血病細胞は白血球としてはあまり大きくないことがわかる。

慢性リンパ性白血病（まんせいリンパせいはっけつびょう、英: Chronic lymphocytic leukemia; CLL）とは、小型で細胞質が乏しい成熟Bリンパ球性の慢性白血病である。白血球細胞は骨髄、リンパ節、末梢血で増加する。欧米では白血病の中でも多い病型であるが、アジア人には少ない疾患である。
白血病細胞が主にリンパ節で増殖する場合には小リンパ球性リンパ腫（Small lymphocytic lymphoma; SLL）と呼ばれるが、CLLとSLLは本質的には同一の疾患であり、同一の疾患の異なる側面を見ているに過ぎないとされている。そのため現在、CLLとSLLはあえて分けず慢性リンパ性白血病/小リンパ球性リンパ腫（CLL/SLL)として単一の疾患として論じられ、WHO分類ではリンパ増殖性疾患に分類される。

## 概要
慢性リンパ性白血病とは小型のCD5+の表面抗原を持つ成熟Bリンパ球が末梢血と骨髄で自律的に増殖するリンパ性腫瘍とされている。進行は遅いことが多く、患者によっては無治療のまま天寿を迎えることもあるが、病期が進んでくると貧血や血小板減少、日和見感染や自己免疫疾患をおこすことがある。高齢者および男性に多い疾患で人種的には欧米で多く、アジアでは稀な疾患である。

## 症状
半数以上の患者には自覚症状はなく、健康診断やなにかのきっかけでの血液検査で白血球増加を指摘されて受診し見つかることが多い。初診時症状がある場合は、倦怠感、体重減少、盗汗（寝汗）が多く、他にはリンパ節腫脹、発熱、肝脾腫、皮疹、易感染症などがありうる。病気が進行してくるとリンパ節腫脹や脾腫が拡大し、貧血や血小板減少が現われ、自己免疫性疾患や日和見感染も併発しやすくなる。

## 疫学
欧米では全白血病のなかで20-30％を占め白血病の中でも最も多い型の一つだが、アジアでは少なく、日本では全白血病の2％以下または2.5％程度である。アメリカに移住した日系人にもやはり少なく、環境や食事よりも人種による差が大きい疾患であると考えられる。
高齢者に多く、診断時の平均年齢はおよそ70歳である。また男性に多く、男女比は2-2.5：1程度である。

## 検査・診断・鑑別
基本は血液検査である。National Cancer Insititute-sponcered Working Groupの1996年の診断基準では末梢血のリンパ球数が5000個/μl以上、増加している細胞がB細胞性でCD5+かつ骨髄でリンパ球が30％以上とされるが、骨髄検査は診断には必須ではないとされる。International Workshop on Chronic Lymphocytic LeukemiaではCLLの細胞学的特徴を持つリンパ球が末梢血で慢性に増加していればCLLと診断する。主な鑑別の対象は前リンパ球性白血病 (Prolymphocytic leukemia, PLL)やT-CLL、成人T細胞白血病、ヘアリーセル白血病、リンパ腫の白血病化などとされる。　

## 原因
原因は不明である。日本人に少なく欧米で多いがアメリカで暮らす日系人では少ないことから遺伝的要因が考えられているが、その原因となる遺伝子は判明していない。染色体変異はさまざま見つかっており13q-,11q-,17p-,6q-,12トリソミー などが多い。放射線や化学物質、ウイルスなどとの因果関係は認められない

## 治療
慢性リンパ性白血病は進行が緩慢で、無治療でも長期生存が可能な患者も少なくない。病期分類によって治療手段が違い、リンパ球の増加のみで症状がなく安定している場合は治療によって生命予後が改善されるとは限らない。
病期分類でリンパ球の増加のみである低リスク (Rai分類)や病期A (Binet分類)では投薬は行わず経過観察を行い、病期が進み、リンパ節腫大や脾肝腫、貧血、血小板減少などがあらわれてくる中間リスク (Rai分類)や病期B (Binet分類)以上の病期になったときに投薬治療が始められることが多い。しかし同じ病期でも進行がゆっくりで無治療でよい群と進行が早く治療が必要な群の2群があることが判明しつつあり、染色体変異・遺伝子異常研究が進んでいる。進行がゆっくりの群では長い生存期間が見込まれ、病期分類で中間リスク (Rai分類)や病期B (Binet分類)以上の病期でも、症状が無い時やリンパ球数や赤血球・血小板などの数字が安定しているときに治療を開始しても期待できる生存期間が延びるとは限らない。そのためにNational Cancer Insititute-sponcered Working Groupのガイドラインによれば(1)6ヶ月以内に10％以上の体重減少、強い倦怠感、盗汗、発熱などの症状(2)貧血や血小板減少(3)著しい脾腫、リンパ節腫大(4)リンパ球数が2ヶ月の間に50％あるいは6ヶ月で2倍の増加、以上の(1)-(4)のどれかが認められた場合に治療を開始するとされている。治療は以前にはシクロフォスファミドが使われていたが、現在ではフルダラビン単剤、もしくはフルダラビンとシクロフォスファミドの併用が標準であり、リツキシマブの併用（FCR療法）も有効性が認められている。ただし、治癒は望めず治療の目的は病勢のコントロールと生存期間の延長を図ることである。
2013年3月25日、抗CD20抗体オファツムマブ（商品名:アーゼラ点滴静注液100mg/1000mg）が「再発又は難治性のCD20陽性の慢性リンパ性白血病」に対して日本での製造承認を取得した。
現在、初回治療としてはイブルチニブまたはFCR療法が標準治療となる。BR（ベンダムスチン+リツキシマブ）も選択肢となるがFCRよりも治療強度は弱くなるため対象を慎重に検討する。二次治療はイブルチニブ、FCR、抗CD20抗体オファツムマブ、抗CD52抗体アレムツズマブ、VenR（ベネトクラックス+リツキシマブ）などから選択する。late relapseであれば一次治療と同一レジメンも選択肢となる。17p欠失のある場合やSD/PDの場合などは同種造血幹細胞移植も考慮する。

## 病期分類
アメリカではRai分類、ヨーロッパではBinet分類がよく用いられ、日本ではどちらでもよいとされる。
| 分類      | 病期       | 病期 | 基準                                                                                     | 生存期間中央値 |
| --------- | ---------- | ---- | ---------------------------------------------------------------------------------------- | -------------- |
| Rai分類   | 低リスク   | 0    | リンパ球増加のみ。リンパ球が末梢血で5000/μl以上および骨髄の有核細胞の30％以上            | 10年以上       |
| Rai分類   | 中間リスク | Ⅰ    | 病期0の条件に加えてリンパ節腫大                                                          | 7年            |
| Rai分類   | 中間リスク | Ⅱ    | 病期0の条件に加えて脾腫または肝腫                                                        | 7年            |
| Rai分類   | 高リスク   | Ⅲ    | 病期0の条件に加えて貧血(Hgが11g/dl以下)                                                  | 1.5-4          |
| Rai分類   | 高リスク   | Ⅳ    | 病期0の条件に加えて血小板減少(10万/dl以下)                                               | 1.5-4          |
| Binet分類 | A          | A    | 末梢血リンパ球数4000/μl以上および骨髄の有核細胞のうちリンパ球40％以上。腫大領域2ヶ所以内 | 12年           |
| Binet分類 | B          | B    | 病期A＋腫大領域が3ヵ所以上                                                               | 7年            |
| Binet分類 | C          | C    | 貧血 (Hg10g/dl以下)または血小板減少 (血小板数10万/μl以下）                               | 2-4年          |

## 経過・予後
CLLでは進行の早い群と進行がゆっくりで治療しなくとも長い生存期間が期待できる2群に分けられるが、免疫グロブリンH鎖遺伝子(IgVH)の突然変異の有無で予後の良し悪しが異なる。IgVHの突然変異の無いものは男性に多く、進行が早く予後が悪いことが判明している。実際に患者のIgVHの突然変異の有無を調べるのは容易ではないので、IgVHの突然変異の有無と相関のある細胞表面抗原のCD38や細胞内のZAP-70タンパクで推し量ることが出来る。細胞表面抗原のCD38や細胞内のZAP-70が陽性のものは予後が良くはない。

## 広義の慢性リンパ性白血病
本項で取り上げる成熟Bリンパ球性の慢性白血病以外のリンパ系の白血病で細胞の成熟傾向が失われていないものは、広い意味では慢性リンパ性白血病あるいはCLL類縁疾患であり、B細胞性（前リンパ性白血病、ヘアリーセル白血病、リンパ腫の白血病化、形質細胞白血病）とT細胞性（T細胞顆粒リンパ球性白血病、前リンパ性白血病、成人T細胞白血病/リンパ腫、セザリー症候群）などを含むことがあるが、現在では狭義の慢性リンパ性白血病は小型のCD5+の表面抗原を持つ成熟Bリンパ球が末梢血と骨髄で自律的に増殖するリンパ性腫瘍とされている。前リンパ球が多いCLLはB細胞性の前リンパ性白血病(B-Cell prolymphocytic leukemia : B-PLL)との境界例でありCLL/PLと呼ばれることもある。

## 関連疾病
- リンパ腫
- 多発性骨髄腫